# شیفاک دیهیم‌دار
 شیفاک دیهیم‌دار (نام علمی: Propithecus diadema) نام یک گونه از سرده شیفاک است.